# Rada di Santa Panagia
La rada di Santa Panagia è situata a nord del comune di Siracusa, ricade all'interno della baia omonima, nella circoscrizione Tiche, e prende il nome dal quartiere di Santa Panagia che vi sorge a poca distanza. La rada è compresa tra Punta Magnisi e Capo Santa Panagia.

## La rada
La rada fa geograficamente parte del golfo di Augusta; insenatura naturale di circa 30 km che si sviluppa verso nord, mentre confina a sud con il golfo di Siracusa; altra insenatura naturale, anch'essa di circa 30 km.
Il pontile che caratterizza la rada nautica è stato costruito nel 1976; esso è tutt'oggi il più grande pontile d'Europa con i suoi 1340 metri di lunghezza. La costruzione prende il nome dalla raffineria di petrolio sorta a Priolo Gargallo (ex frazione di Siracusa divenuta comune autonomo negli anni settanta): Isab; pontile ERG in seguito, o più semplicemente pontile della baia di Santa Panagia.
La sua funzione principale è quella di fare approdare le navi petroliere, chimichiere e gasiere che giungono da più parti del Mediterraneo per l'attività di trasformazione del petrolio greggio e delle attività chimiche che avvengono presso il polo petrolchimico siracusano, e permettere loro il carico e lo scarico della merce.
Annesso al pontile vi è un porticciolo, anche se va fatto presente che all'interno della rada è vietata la pesca.
La rada appartiene al Circondario marittimo di Siracusa, ricandendo il territorio geografico a pochi metri dall'entrata nord della città, ma dato il suo servizio logistico la rada è stata al centro di una contesa tra le autorità marittime siracusane e quelle augustane: va infatti chiarito che all'interno del libero consorzio comunale di Siracusa vi sono due distinti enti portuali: il porto di Augusta è uno dei 19 porti italiani a disporre di una propria Autorià portuale (dal 2001), la quale comunque non comprende il porto di Siracusa -che oltre alla rada comprende anche il porto Grande e il Marmoreo siti nell'isola di Ortigia - e viene amministrato dalla capitaneria di porto della città e gestito, per quanto concerne le attività economiche, dalla regione Sicilia.

### Principali caratteristiche del pontile
Il pontile è collegato alla raffineria tramite oleodotti. Le sue principali caratteristiche sono:
- Lunghezza di 1 km e 340 m
- Pescaggio massimo di 25 m
- 5 punti di attracco
- Tonnellaggio di portata lorda del singolo attracco fino a 600.000 DWT; per un totale complessivo di 1.944.000 DWT
- Capacità totale dei serbatoi pari a 2400000 m³: 920000 m³ per ricevere petrolio greggio e materiale residuo da trattate; 1480000 m³ per lo stoccaggio di prodotti finiti e semilavorati.

Nel 2012 risulta il 15º porto d'Italia per la gestione delle merci, con un totale di 12.158 tonnellate provenienti da navi cargo (di poco inferiore al porto di Cagliari che ne fa registrare 12.576).

### Storia della rada di Santa Panagia

#### Tragedia del 1987
Nel 1987 avvenne una forte esplosione a bordo della nave petroliera cipriota Andreas Z: la nave con a bordo un equipaggio formato da 25 coreani era ormeggiata alla fonda nella rada, distante 2 miglia dal pontile Isab quando avvenne l'esplosione al suo interno. Fortunatamente erano state rinviate le operazioni di attracco al pontile per il carico di aviogas per aerei che la Andrea Z avrebbe dovuto ritirare, infatti gli ispettori del polo avevano ravvisato delle irregolarità nelle cisterne della petroliera, altrimenti sarebbe avvenuta una tragedia di proporzioni assai più gravi; il bilancio fu comunque pesante: un marinaio disperso e cinque macchinisti gravemente ustionati, nonostante l'intervento di salvataggio fosse stato immediato in quanto la capitaneria di porto di Siracusa tiene le sue motovedette in prossimità della rada proprio per simili emergenze.
Proprio per garantire la sicurezza nella rada la capitaneria di porto di Siracusa organizza costantemente esercitazioni nei pressi del pontile simulando operazioni antinquinamento e antincendio.

#### Il salvataggio dell'equipaggio della Gelso M.
Il 10 marzo 2012 si sfiorò nei pressi della rada una nuova tragedia a causa delle avverse condizioni meteorologiche: la Gelso M, petroliera lunga 147 metri, proveniente da Venezia e diretta al porto di Augusta si andò a incagliare nella scogliera di Capo Santa Panagia. I 19 componenti vennero tratti tutti in salvo dagli elicotteri dell'aeronautica militare e dalla guardia costiera. Il capitano della Gelso M è stato in seguito accusato penalmente per tale incidente, poiché avrebbe sottovalutato i bollettini meteo che avvisavano delle condizioni avverse per la navigazione in mare. Tolto il carburante dalla nave, per evitarne la pericolosa fuoriuscita, il relitto nell'estate 2013 è stato disincagliato dagli scogli e trasportato fuori dalle acque della baia di Santa Panagia.

### Archeologia nella rada
Nelle immediate vicinanze del pontile vi è la tonnara di Santa Panagia; edificio storico che rappresenta una delle più antiche tonnare di Sicilia, ormai dismessa. L'approdo si sostiene sia sorto nell'area che nell'antichità ospitava il villaggio e il porto del Trogilo (il terzo porto della Siracusa greca).

## Il porto rifugio
Il porto rifugio di Santa Panagia è composto da un semplice molo di sopraflutto posto a protezione di una piccola insenatura naturale. Il molo, composto da blocchi di calcestruzzo, è lungo circa 370 metri ed è posizionato con andamento nord-sud. Fu realizzato principalmente per ospitare i rimorchiatori impegnati nel coadiuvare le petroliere nelle fasi di attracco al pontile di Santa Panagia. Oltre ai rimorchiatori il porto rifugio ospita anche una piccola flottiglia di pescherecci, un cantiere navale e barche per la nautica da diporto.